# Hryhorij Sydorenko
Hryhorij Mykytovyč Sydorenko (Grigorij Mikitovič Sidorenko, ukrajinsky Григо́рій Микитович Сидоренко; 1874, Chersonská gubernie, Ruské impérium – 6. února 1924, Praha, Československo) byl ukrajinský inženýr, politik a diplomat. Byl ministrem pošt a telegrafu ÚRU. Byl předsedou delegace ÚRU na mírové konferenci v Paříži.

## Život a činnost

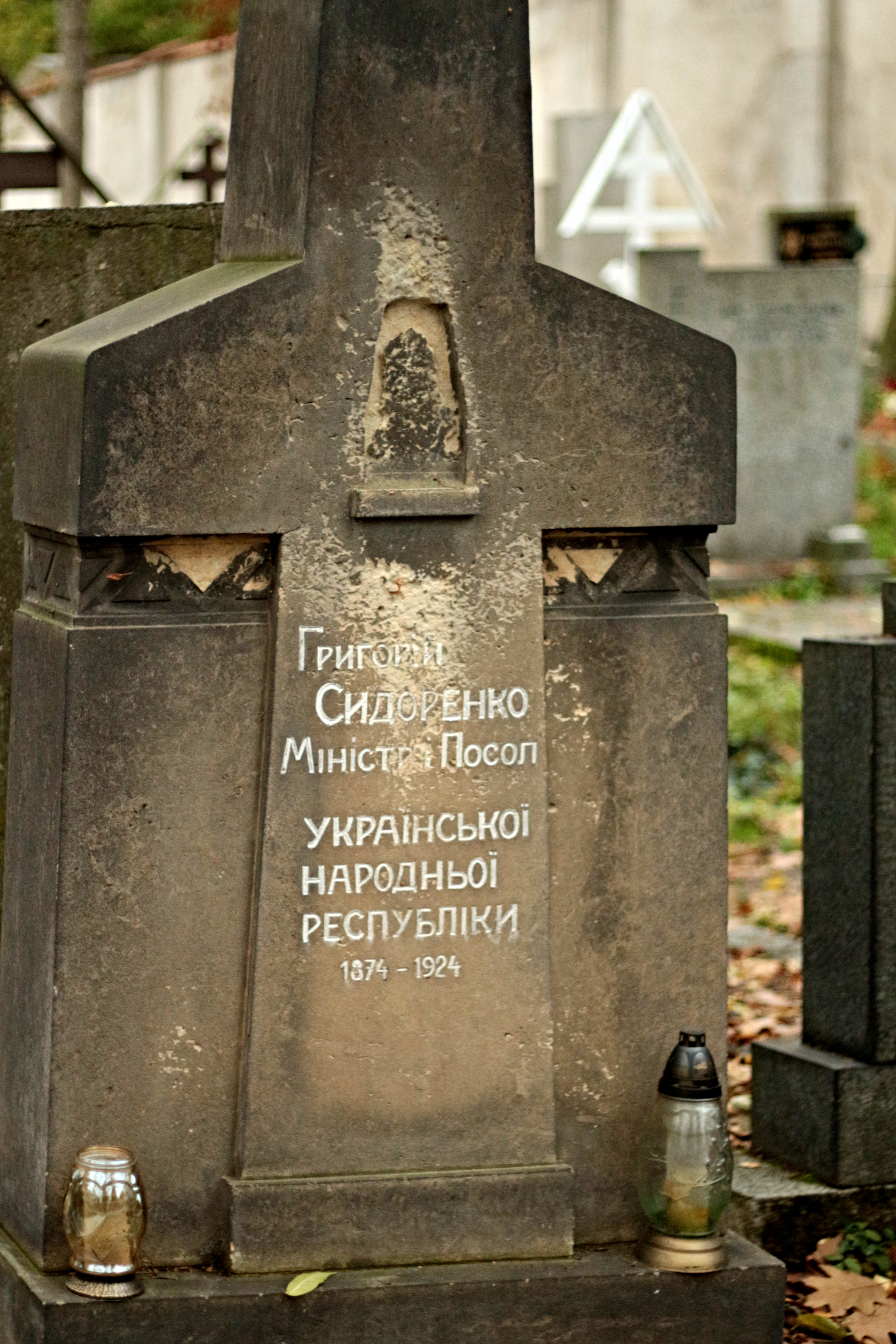
Sydorenkův hrob na Olšanech v Praze

Narodil se v Chersonské gubernii. Během studií na Tomské carské univerzitě nějakou dobu předsedal komunitě ukrajinských studentů.
Stal se členem Ústřední rady Ukrajiny (ÚRU), byl jmenován ministrem pošt a telegrafu ÚRU ve vládě Vsevolodа Goluboviče (únor–duben 1918). 28 (resp. 15.) února vydal příkaz k přeměně všech popisů v poštovních, telegrafních a telefonních úřadech do ukrajinštiny.
Byl členem předsednictva hejmanátu Všeukrajinského zemského svazu a později delegátem Ukrajinského národního svazu pro jednání se zástupci Trojdohody v Jasech (1918).
V období od ledna do srpna 1919 vedl ukrajinskou delegaci na mírové konferenci v Paříži. V srpnu 1919 Předsednictvo ÚRU Sidorenka odeslala do Kamence Podolského. Následně byl nahrazen Michajlem Tiškevičem.
V letech 1919–1922 byl vyslancem ÚRU ve Vídni. Rakousko se k ukrajinské politice nestavělo jasně. Po akreditaci Jurije Kocjubinského ve Vídni coby velvyslance USSR počátkem roku 1922 skončila Sydorenkova kariéra velvyslance ÚRU ve Vídni.
Od roku 1923 žil v Československu, kde působil jako ředitel knihovny Ukrajinské hospodářské akademie v Poděbradech. Zemřel 6. února 1924 v Praze a byl pochován na Pravoslavném hřbitově na Olšanech.